# 菲尔·伊瑟顿
菲尔·伊瑟顿（英語：Phil Eatherton，1974年1月2日—），生于密苏里州柯克伍德，美国男子排球运动员。他曾代表美国国家队参加2004年夏季奥林匹克运动会排球比赛，获得第4名。